# Ansar Dine
Ansar Dine o Ansar al-Din (en árabe: أنصار الدين‎ 'Defensores de la Fe', también transcrito Ançar Dine (ortografía francesa) o Ançar Deen) es un grupo religioso de carácter fundamentalista islámico activo en Mali. El principal líder del grupo es Iyad Ag Ghaly, quien fuera uno de los principales líderes de la rebelión tuareg de la década de 1990. Se les acusa de tener enlaces con Al Qaeda del Magreb Islámico y otros grupos islamistas. Ansar ad-Din busca el establecimiento de la Sharia (o "Ley Islámica") como norma vigente en Mali. La primera acción reconocida por dicho grupo fue en marzo de 2012.
La organización liderada por Ag Ghaly no debe ser confundida con el movimiento sufí del mismo nombre iniciado en el sur de Mali y liderado por Chérif Ousmane Haidara, cuyas posturas acerca del Islam están en contra del wahhabismo militante. Asimismo, la organización de Iyad Ag Ghaly es responsable de la destrucción de varios santuarios sufíes de Mali.

## Ideología
El grupo trata de imponer la Sharia en Mali, incluida la región de Azawad. Testigos han dicho que los combatientes de Ansar ad-Din llevan largas barbas y banderas negras con la Shahada (credo islámico) inscrito en blanco. De acuerdo con diferentes informes, a diferencia del Movimiento Nacional para la Liberación del Azawad (MNLA), Ansar ad-Din no busca la independencia sino que más bien mantener intacto Mali y convertirlo en una teocracia rígida.

## Afiliación

2012-2013 bandera

Ansar Dine tiene su base principal entre la tribu Ifora de la parte sur de la patria de los tuaregs. Se ha relacionado con la organización Al Qaeda del Magreb Islámico (AQMI) porque su líder Iyad Ag Ghaly es el primo del comandante de AQMI, Hamada Ag Hama. Salma Belaala, un profesor de la Universidad de Warwick, que realiza investigaciones sobre el yihadismo en el norte de África, dice que esta asociación es falsa, y afirma que Dine Ansar se opone a Al Qaeda. Ag Ghaly fue previamente asociado con la rebelión tuareg de 1990. Los miembros del grupo son de Malí, Argelia y Nigeria. Ansar Dine estuvo activo desde marzo de 2012 hasta marzo de 2017, cuando se fusionó con otros grupos islamistas militantes para formar Jama'at Nasr al-Islam wal Muslimin (Grupo de Apoyo al Islam y los Musulmanes).